# Трэмиел, Джек
Джек Трэмел (англ. Jack Tramiel, имя при рождении — Яцек Тжмель (пол. Jacek Trzmiel); 13 декабря 1928 — 8 апреля 2012) — американский бизнесмен польско-еврейского происхождения, известный как основатель Commodore International, компании, выпускавшей Commodore PET, Commodore VIC-20, Commodore 64, Commodore 128, Amiga и другие модели компьютеров.

## Ранние годы
Яцек Тжмель родился в Лодзе (Польша) в еврейской семье.
После немецкого вторжения в Польшу в 1939 году его семья была угнана немецкими оккупантами в еврейское гетто Лодзи, где он работал на швейной фабрике. Когда гетто ликвидировались, его семья была отправлена в концентрационный лагерь Освенцим. Он был осмотрен доктором Менгеле и выбран для рабочей партии, после чего он и его отец были отправлены в трудовые лагеря Ахлем близ Ганновера, а мать осталась в Освенциме. Как и многие другие заключенные, его отец, как сообщается, умер от тифа в трудовом лагере, однако Тжмель полагал, что он был убит инъекцией бензина. Тжмеля спасли из трудового лагеря в апреле 1945 года военнослужащие 84-й пехотной дивизии американской армии.
В 1947 году Тжмель эмигрирует в США, где меняет имя на Джек Трэмиел, и вскоре поступает на службу в армию, где он в частности научился чинить различное офисное оборудование, включая пишущие машинки. В 1951 году он покидает армию и работает как механик, подрабатывая по ночам шофёром такси. В 1953 году Трэмиел становится гражданином США.

## Commodore
В 1953 году Трэмиел создаёт фирму по ремонту офисного оборудования, названную Commodore Portable Typewriter. Бизнес-идея состояла в том, чтобы покупать подержанные пишущие машинки у ООН, чинить их и продавать снова. В 1954 году в Бронксе открывается первый магазин компании.
В 1955 году Трэмиел подписывает контракт с чехословацкой компанией, с тем чтобы собирать и продавать печатные машинки этой компании в Северной Америке. Однако, поскольку Чехословакия была частью Организации Варшавского договора, оборудование не могло поставляться напрямую. Поэтому, Трэмиел основал компанию Commodore Business Machines в Торонто.
В 1962 году Commodore International Ltd. стала публичной компанией. Но появление на рынке японских пишущих машинок делает продажу чехословацких моделей неприбыльным бизнесом. Находясь в тяжёлой ситуации с наличностью, компания продаёт 17 % акций канадскому предпринимателю Ирвину Гоулду, выручив на этом 400 тыс. долларов. Деньги были использованы на то, чтобы войти на рынок суммирующих машин, остающийся прибыльным на некоторое время, затем на него также выходят японцы. Получив дважды удар от того же оппонента, Гоулд предлагает Трэмиел съездить в Японию, с тем чтобы понять как японцы смогли выиграть на чужом поле. В ходе этой поездки Трэмиел увидел первые цифровые настольные калькуляторы и понял, что суммирующие машины это тупиковый путь.
Когда Commodore выпускает свой первый калькулятор, объединяющий ЖК-дисплей от Bowmar и интегральные схемы от Texas Instruments (TI), они обнаруживают, что рынок уже готов к этому продукту. Но в TI постепенно начинают понимать размер этого рынка и решают подрезать Commodore, выпустив свой калькулятор по цене, которую Commodore платил за одни только микросхемы. Ирвин Гоулд вновь спас компанию, инвестировав 3 млн долларов, что позволило приобрести производителя микросхем — компанию MOS Technology Inc. Ведущий проектировщик этой компании Чак Педдл также подсказал Трэмиелу, что калькуляторы это тупиковый путь, будущее за компьютерами; Трэмиел решил создать одну модель, чтобы опробовать это направление.
Педдл представил модель Commodore PET на базе процессора MOS Technology 6502. Впервые она была показана публике на Consumer Electronics Show в Чикаго в 1977 году, и вскоре компания стала получать десятки звонков в день от ресселлеров, желающих продавать новый компьютер.
Commodore PET стал коммерчески успешным; во многом успех определялся решением продавать компьютеры крупным заказчикам напрямую, не используя дилерские сети.
По мере того как цены снижались и рынок взрослел, монохромный (зелёный на чёрном) монитор PET становился всё большим недостатком, по сравнению с машинами Apple II и Atari 800, предлагавшими цветную графику и позволявшими подключиться к телевизору в качестве недорогого дисплея.
Commodore ответил на требования рынка, выпустив сначала VIC-20, а затем Commodore 64, ставшие весьма успешными. VIC-20 стал первым домашним компьютером, проданным в количестве миллиона экземпляров. Общие продажи Commodore 64 составили более 17 млн экземпляров.
В январе 1984 года Трэмиел покидает Commodore «из-за разногласия по базовым вопросам — о том как управлять компанией».

## Atari
Через некоторое время Трэмиел формирует новую компанию Tramel Technology Ltd, с тем чтобы разработать и продавать домашний компьютер нового поколения.
В июле 1984 года Tramel Technology покупает у Warner потребительское подразделение Atari Inc.. Tramel Technology Ltd переименовывается в Atari Corporation. Под руководством Трэмиела Atari Corp. выпускает 8-разрядные Atari серии XE, а также 16-разрядные Atari ST.
В конце 1980-х Трэмиел решил дистанцироваться от ежедневного управления компанией и назначил управляющим своего сына Сэма. Но в 1995 году Сэм переносит сердечный приступ, и Трэмиелу приходится вернуться. В 1996 году Трэмиел продаёт Atari производителю приводов для гибких дисков Jugi Tandon Storage в виде сделки обратного поглощения; образованная таким образом компания получает название JTS Corporation, и Трэмиел включается в её совет директоров.

## Поздние годы
Джек Трэмиел является сооснователем Мемориального музея Холокоста, открытого в 1993 году.
Трэмиел умер 8 апреля 2012 года от сердечной недостаточности, в возрасте 83 лет.